# My First Kiss
My First Kiss ist ein Pop-Rapsong der US-amerikanischen Gruppe 3OH!3 im Duett mit der Sängerin Ke$ha. Das Lied erschien auf dem 3OH!3-Album Streets of Gold. Das Stück wurde am 4. Mai 2010 erstmals veröffentlicht.

## Hintergrund und Musikalisches
My First Kiss ist ein Synthiepop-/Rap-Song mit Einflüssen von Hip-Hop, Powerpop und Dance. Das Lied enthält zwischen den Rap-Versen mehrere Hooks und Kuss-Geräusche. Durch den kitschigen und erotischen Rap von Ke$ha unterscheidet sich das Lied von vielen anderen Elektropop- und Hip-Hop-Liedern.
Ke$ha erklärte zur Handlung des Liedes: „Das Lied handelt von einem Mädchen, das meine Fans lieben werden, das Mädchen bin nämlich ich. Des Weiteren erfahren meine Hörer, wie ich meinen ersten Kuss erlebte, meine Gedanken und Gefühle. Außerdem werden meine Fans einiges über meine Beziehungen zu hören bekommen, natürlich Gedanken und Gefühle sowie Rückmeldungen und Meinungen zu meinen Beziehungen. Jeder Abschnitt der Beziehungen kommt im Stück vor. Zudem soll dieses Lied Mädchen zeigen, wie sie eine Beziehung mit einem Jungen beginnen und diese halten können.“
Das Musikvideo zu My First Kiss wurde von Isaac Ravishankara Anfang Mai 2010 in New York City gedreht.

## Kritik
About.com sagte, dass 3OH!3 und Ke$ha „… zu diesem Zeitpunkt die kontroversesten und Überraschungskünstler waren, also kamen sie zusammen und nahmen einen erotisch-kitschigen Elektro-Rap-Song auf. Damit haben sie es aber sichtlich übertrieben, das Lied ist zu kitschig und sexy, und Kesha hört sich an, als stehe sie kurz vor dem Orgasmus. Bis zu einem guten Lied fehlt da einiges.“

## Kommerzieller Erfolg
Das Lied wurde auch als Trailer für die US-Serie Hellcats genutzt. Gucci Mane rapt auf der Remixversion zum Lied.
Die Single erreichte in den USA und im Vereinigten Königreich Top-10-Platzierungen. In den USA wurde es mit dem Debüt auf Platz neun der Billboard Hot 100 Ke$has vierter Top-10-Hit. In den britischen Singlecharts wurde es mit Platz sieben ebenfalls zu ihrem vierten Top-10-Hit. In Kanada und Irland erreichte das Lied auch die Top 10.
Chartplatzierungen
| ChartsChartplatzierungen       | Höchstplatzierung | Wochen |
| ------------------------------ | ----------------- | ------ |
| Deutschland (GfK)              | 37 (7 Wo.)        | 7      |
| Österreich (Ö3)                | 28 (7 Wo.)        | 7      |
| Vereinigtes Königreich (OCC)   | 7 (11 Wo.)        | 11     |
| Vereinigte Staaten (Billboard) | 9 (18 Wo.)        | 18     |

Auszeichnungen für Musikverkäufe

| Land/Region                  | Auszeichnungen für Musikverkäufe (Land/Region, Auszeichnung, Verkäufe) | Verkäufe  |
| ---------------------------- | ---------------------------------------------------------------------- | --------- |
| Australien (ARIA)            | Platin                                                                 | 70.000    |
| Kanada (MC)                  | Platin                                                                 | 80.000    |
| Vereinigte Staaten (RIAA)    | Gold                                                                   | 1.800.000 |
| Vereinigtes Königreich (BPI) | Silber                                                                 | 200.000   |
| Insgesamt                    | 1× Silber · 1× Gold · 2× Platin ·                                      | 2.150.000 |

Hauptartikel: Kesha/Auszeichnungen für Musikverkäufe